# لمفومة متعلقة بالإيدز
اللمفومة المتعلقة بالإيدز (بالإنجليزية: AIDS-related lymphoma) هي نوع من الأورام يصف اللمفوما التي تحدث في المرضى الذين يعانون من متلازمة نقص المناعة المكتسبة (الإيدز).
تُعد اللمفوما نوعًا من السرطان ينشأ من الخلايا اللمفاوية، وفي الإيدز تزداد نسب حدوث اللمفوما اللاهودجكينية ولمفوما المخ الأولية ولمفوما هودجكين، هناك ثلاثة أنواع مختلفة من اللمفومة المتعلقة بالإيدز: لمفوما الخلايا البائية الكبيرة المنتشرة ولمفومة الخلية البائية الأرومية المناعية ولمفوما بيركت (لمفوما خلايا غير منشطرة صغيرة).

## الأعراض
يمكن أن تشمل أعراض اللمفومة المتعلقة بالإيدز: فقدان الوزن والحمى والتعرق الليلي.

## اللمفوما اللاهودجكينية
توجد اللمفوما اللاهودجكينية (NHL) في حوالي 1% - 3% من الأشخاص المصابين بفيروس العوز المناعي البشري في وقت التشخيص الأولي لفيروس نقص المناعة البشرية، ومع ذلك يُعتقد أن هؤلاء المرضى كانوا مصابين بالفيروس لفترة طويلة ولكن ببساطة لم يتم التعرف على إصاباتهم من قبل، هذا لأن التنظيم المناعي يجب أن يكون موجودًا لفترة طويلة من الزمن حتى تتطور عملية التكاثر اللمفاوي في هذا السياق.

## لمفوما المخ الأولية
تُعد لمفوما المخ الأولية (أو لمفوما الجهاز العصبي المركزي الأولي) شكلًا من أشكال اللمفوما اللاهودجكينية NHL، وهو نادر جدًا في الأشخاص ذوي المناعة الجيدة، حيث يبلغ معدل حدوثه 5-30 حالة لكل مليون شخص في السنة، ومع ذلك فإن معدل الإصابة به في الأفراد الذين يعانون من نقص المناعة يزداد بشكل كبير إلى أن يصل إلى 100 حالة لكل مليون شخص في السنة.
ترتبط لمفوما المخ الأولية ارتباطًا وثيقًا بفيروس إبشتاين بار (EBV)، إن وجود الحمض النووي لهذا الفيروس في السائل الدماغي الشوكي يدل بقوة على وجود لمفوما المخ الأولية.
علاج مرضى الإيدز بالأدوية المضادة للفيروسات القهقرية يقلل من حدوث لمفوما المخ الأولية.

## مرض هودجكين
يبلغ معدل الإصابة بمرض هودجكين بين عامة السكان حوالي 10-30 حالة لكل مليون شخص في السنة، يرتفع هذا المعدل إلى 170 حالة لكل مليون شخص في السنة في المرضى المصابين بفيروس نقص المناعة البشرية.

## روابط خارجية
- مكتب فيروس نقص المناعة البشرية والإيدز الخبيثة في المعهد القومي للسرطان نسخة محفوظة 27 فبراير 2017 على موقع واي باك مشين.
- معلومات عن السرطانات المتعلقة بالإيدز من المعهد الوطني للسرطان